# جاك موريس
جاك موريس (بالإنجليزية: Jack Morris) هو لاعب كرة قدم أمريكية أمريكي، ولد في 1 نوفمبر 1931 في وايت سيتي في الولايات المتحدة.